# Le Mas-de-Tence

Le Mas-de-Tence este o comună în departamentul Haute-Loire, Franța. În 2009 avea o populație de 170 de locuitori.